# El velo
El velo (The Veil en inglés) es una película de terror sobrenatural estadounidense de 2016 dirigida por Phil Joanou y escrita por Robert Ben Garant, y protagonizada por Jessica Alba, Lily Rabe, Aleksa Palladino, Reid Scott y Thomas Jane . Jason Blum se desempeñó como productor a través de su productora Blumhouse Productions . La película se estrenó el 19 de enero de 2016 a través de vídeo a la carta antes de ser lanzada a través de formatos de medios domésticos el 2 de febrero de 2016 por Universal Pictures .  

## Argumento
Pasados 25 años del suicidio masivo del culto religioso Heaven's Veil, la documentalista Maggie Price y su hermano Christian contactan a la única sobreviviente, Sarah Hope, para filmar un documental sobre lo que realmente sucedió. Sarah, que tenía cinco años en ese momento, acepta la afirmación de Maggie de que hay imágenes del suicidio que nunca se han encontrado. Christian explica que su padre era el agente del FBI que dirigió la investigación. Poco después de descubrir el suicidio en masa, él mismo se suicidó, lo que llevó a los hermanos a investigar.
Maggie lleva a Sarah al lugar del suicidio de la secta. Filman imágenes de la reacción de Sarah y se preocupan cuando ella colapsa, abrumada por recuerdos y visiones. Después de instalar el campamento para pasar la noche, Sarah se despierta de una pesadilla y descubre que el agarre, Ed, ha desaparecido con su camioneta. Ann, la editora de sonido, y Nick, el jefe, parten para buscar a Ed. Los demás siguen a Sarah, que ha recordado la ubicación de una casa en el bosque. En el interior, encuentran las imágenes perdidas y el cadáver de Karen Sweetzer, miembro de la secta desaparecida. En una cinta encontrada cerca de su cuerpo, Karen se dirige brevemente a Sarah antes de morir.
El grupo mira las cintas perdidas, en las que Jim Jacobs, el líder ocultista cuasi cristiano de Heaven's Veil, describe cómo descubrió el secreto de la vida eterna a través de la alquimia . Se enteran de que Karen es la madre de Sarah. Ann y Nick regresan y revelan que Ed murió en un accidente automovilístico. Cintas posteriores muestran a Jim experimentando con drogas peligrosas para ayudarlo a cruzar al reino de los espíritus. Durante un trance, posee a un miembro del culto y anuncia que ha liberado la primera de las tres ataduras de su alma. Los fantasmas matan y poseen a Nick cuando sale para reiniciar el generador de la casa; se reúne con los demás y mata a Ann cuando están solos. Nick y Ann, ahora poseídos, regresan juntos para seguir viendo las cintas. En las cintas, Jim se envenena a sí mismo durante experimentos posteriores, eliminando la segunda atadura de su alma y luego regresa una vez que se le aplica un antídoto.
Después de escuchar susurros fantasmales, los realizadores restantes se convencen de que la casa está encantada. Jill, la editora de sonido, y Matt, el camarógrafo, encuentran a Ed vivo pero herido. Ed mata a Jill y regresan a la casa. Sarah realiza una sesión de espiritismo para comunicarse con su madre, quien exige que convenza a los realizadores de quedarse en la casa. Ann asesina a Christian, quien se levanta y se une a ella. Todos menos Maggie y Sarah ahora están poseídos.
En el carrete final, Jim revela que se suponía que el veneno administrado a los miembros de la secta sería contrarrestado por el antídoto. Karen se opone a envenenar a los niños y permite que Sarah huya. Se revela que Jim es el padre de Sarah y obliga a Karen a tomar el veneno. Karen se va con las imágenes a la casa, donde muere. Antes de que la secta pueda administrarse el antídoto, llega el FBI e interrumpe la ceremonia. Al negarse el antídoto, todos los miembros del culto mueren.
Sarah revela que los fantasmas de los miembros de la secta han poseído a los realizadores del documental. Jim, que posee a Ed, clava a Maggie en un árbol a pesar de sus protestas de que su padre no sabía sobre el antídoto. La policía llega con Matt, sólo para ser asesinado y poseído también. Jim anuncia su plan para alimentarse de las almas del resto del mundo.

## Reparto
- Jessica Alba como Maggie Price
- Lily Rabe como Sarah Hope
- Thomas Jane como Jim Jacobs
- Ivy George como la pequeña Sarah
- Aleksa Palladino como Karen Sweetzer
- Reid Scott como Nick
- Shannon Woodward como Jill
- Jack DeSena como Christian Price
- Meegan Warner como Ann
- Lenny Jacobson como Ed
- David Sullivan como Matt
- Ámbar amigable como Sam
- Jim Storm como Dan Wheeler
- Kira McLean como la hermana de Lucía Sara

## Producción
Originalmente, se suponía que la película era metraje encontrado . Cuando el equipo sintió que el metraje encontrado había seguido su curso, Robert Ben Garant reescribió su guion para hacerlo más tradicional.  En febrero de 2014, Thomas Jane se unió al elenco de la película.  El director Phil Joanou y Jane habían colaborado en el cortometraje The Punisher: Dirty Laundry, y Joanou le ofreció el papel a Jane. Jane reescribió la mayor parte del diálogo de su personaje para convertirlo de un cristiano fundamentalista a un ocultista. Las reescrituras de Jane incluyeron veinte páginas de más material, la mayor parte del cual fue filmado y posteriormente editado. Jane se inspiró en los líderes religiosos Jim Jones y David Koresh, pero también mezcló elementos de una estrella de rock. 
También en febrero se anunció que Jessica Alba  y Lily Rabe se unieron al elenco.  Alba había trabajado con el productor Jason Blum en Stretch en un cameo y Blum quería darle un papel más importante. Anteriormente estuvo adjunta a la película cuando todavía estaba en el formato de metraje encontrado, y Joanou tuvo que volver a transmitirle la película una vez que fue reescrita. En abril de 2014, se unieron Reid Scott  y Meegan Warner. 
El rodaje se llevó a cabo durante 25 días. Joanou dijo que la conversión del formato de metraje encontrado le dejó poco tiempo para completar la película, ya que las escenas se volvieron necesariamente más complejas. Joanou lo llamó su rodaje más difícil.

## Comercialización y Estreno
En febrero de 2014, se anunció que Universal Pictures distribuiría la película, como parte de su acuerdo de primera vista con Blumhouse Productions .   En enero de 2016, Collider publicó las primeras imágenes de la película, así como el avance y tres carteles de la película. 

### respuesta crítica
Ken W. Hanley de Fangoria describió la premisa (que Jim Jones podría haber tenido razón) como intrigante, pero dijo que el resto de la película no está a la altura de la premisa. Citando la actuación de Jane, Hanley concluyó: "En general, incluso si no conecta completamente, The Veil es, en última instancia, un esfuerzo de terror fascinante que vale la pena ver".  Staci Layne Wilson de Dread Central lo calificó con 3/5 estrellas y escribió: " The Veil podría haber sido un thriller sobrenatural verdaderamente aterrador sobre el poder de una conciencia colectiva, pero en cambio es solo una pérdida de tiempo medio decente que es principalmente memorable por la actuación de Jane." 
Jim Hemphill de Filmmaker elogió la película como "uno de los mejores thrillers de suspenso estadounidenses de los últimos diez años".

### Medios domésticos
La película se estrenó en los Estados Unidos el 19 de enero de 2016 a través de video a pedido y Netflix antes de ser lanzada en formatos de medios domésticos el 2 de febrero de 2016.  La película se estrenó directamente en DVD en Canadá el 2 de febrero de 2016,  y en el Reino Unido el 4 de abril de 2016.  Kino Lorber lo lanzó en Blu-ray el 3 de noviembre de 2020. 